# Подлесный (Бугульминский район)
Подлесный — в Бугульминском районе Татарстана. Входит в состав Берёзовского сельского поселения.

## География
Находится в юго-восточной части Татарстана на расстоянии приблизительно в 3 километрах к северу от административного центра Бугульма.
На 2023 год в посёлке числится 28 улиц В 2016 году в Подлесном открыта мечеть.

## История
Поселок был основан в 1960 году при созданной в 1959 году Бугульминской государственной станции по искусственному осеменению сельскохозяйственных животных, переименованной в 1973 году в Государственное предприятие по искусственному осеменению сельскохозяйственных животных, в 1979 году — в Бугульминское племпредприятие, затем в ОАО «Бугульминское племпредприятие». 28 июня 2017 года ОАО «Бугульминское племпредприятие» присоединено к АО "Головное племенное предприятие «Элита»

## Население
| 2010 |
| ---- |
| 710  |

### Историческая численность населения
Население посёлка составляло: в 1970 г. — 132 чел., в 1979 г. — 124 чел., в 1989 г. — 158 чел., в 2002 г. — 304 чел., в 2010 г. — 703 чел., в 2015 г. — 848 человек (из них татары — 52 %, русские — 43 %).

## Известные уроженцы, жители
В Подлесном с 1980 года на племпредприятии работала Герой Социалистического Труда Г. М. Мингазова.

## Инфраструктура
Основа экономики — сельское хозяйство . Множество садовых обществ.

## Достопримечательности
Стела Герою Советского Союза П. З. Манакову.

## Транспорт
Остановки общественного транспорта «Подлесный», «Племпредприятие», «Мечеть».